# 前171年
| 千纪： | 前1千纪 |
| 世纪： | 前3世纪 \| 前2世纪 \| 前1世纪                                                                                         |
| 年代： | 前200年代 \| 前190年代 \| 前180年代 \| 前170年代 \| 前160年代 \| 前150年代 \| 前140年代                               |
| 年份： | 前176年 \| 前175年 \| 前174年 \| 前173年 \| 前172年 \| 前171年 \| 前170年 \| 前169年 \| 前168年 \| 前167年 \| 前166年 |
| 纪年： | 西汉汉文帝前元九年 |

## 大事记
- 歐克拉提德一世佔據巴克特里亞，建立歐提德姆斯王朝。
- 第三次馬其頓戰爭：卡利基努斯战役，馬其頓王國戰勝羅馬共和國。